# کاراکاچان
کاراکاچان (به انگلیسی: Karakachan dog)، نام یکی از نژادهای سگ است که خاستگاه آن به بلغارستان بازمی‌گردد.